# Konstytucje apostolskie
Konstytucje apostolskie (łac. Constitutiones Apostolorum) – zbiór ośmiu ksiąg anonimowego autora, który podpisał się imieniem Piotra Apostoła. Dzieło pochodzi najprawdopodobniej z IV wieku, konkretna data powstania nie została jednak określona. Niektórzy uczeni przyjmują powstanie dzieła na lata przed Soborem konstantynopolskim, czyli około 375–380 roku n.e. Za miejsce ich powstania przyjmuje się Syrię, prawdopodobnie Antiochię. Dzieło jest ważne dla historii teologii IV wieku, jest nielicznym przykładem stworzenia prawa kościelnego w stylu biblijnym, a nie w stylu prawa rzymskiego. Dokument był oskarżany o ujęcia ariańskie. Wersja, która dotarła do naszych czasów została prawdopodobnie z nich wyczyszczona przez późniejszego redaktora, którego liczne interpolacje są widoczne w tekście.

## Treść
Księgi I–VI czerpią z Didaskaliów, które autor dostosowuje do wymogów swojego czasu. Księgi te kolejno omawiają chrześcijańskie zasady życia dotyczące: świeckich, biskupów i duchownych, stanu wdów, sierot, męczenników. Księga VI omawia herezje. Dwie ostatnie księgi zajmują się inicjacją chrześcijańską i sprawowaniem Eucharystii. Księgi VII i VIII zawierają najstarsze zachowane teksty modlitw liturgicznych: Mszy Świętej, udzielania sakramentu chrztu oraz święceń biskupich. Powołuje się na nie Sobór watykański II oraz najnowszy Katechizm Kościoła Katolickiego.
Ponadto do dzieła dołączony został tekst Didache (księga VII, 1–32), jak również: Kanony apostolskie (księga VIII, 47), tzw. Kanony z apostolskiego synodu w Antiochii, Prawo kanoniczne św. Apostołów, Kary Apostołów dla upadłych oraz Euchologion Serapiona, czyli zbiór modlitw liturgicznych na różne okazje.

## Autor
Autor nieznany. Według hipotezy Jamesa Usshera autor konstytucji apostolskich był także autorem listów Pseudo-Ignacego. Być może był nim anomejski biskup Julian z Cylicji.

## Wydania

### Wydanie krytyczne
- Sources chrétiennes, tomy 320, 329 oraz 336 (1985–1987 r.) – wyd. Marcel Metzger

### Wydanie polskie
- Konstytucje apostolskie. W: Konstytucje apostolskie oraz Kanony Pamfilosa z apostolskiego synodu w Antiochii, Prawo kanoniczne św. Apostołów, Kary świętych Apostołów dla upadłych, Euchologion Serapiona. S. Kalinkowski (przekład Konstytucji), A. Caba (przekład innych pism), A. Baron, H. Pietras SJ (układ i oprac.). Kraków: WAM, 2007, s. 1–295, seria: Synody i kolekcje praw 2.